# Kittelsjöarna (Vilhelmina socken, Lappland, 724340-148345)
Kittelsjöarna är en sjö i Vilhelmina kommun i Lappland och ingår i Ångermanälvens huvudavrinningsområde. Sjön har en area på 0,141 kvadratkilometer och ligger 750 meter över havet. Kittelsjöarna ligger i Södra Gardfjället Natura 2000-område.

## Delavrinningsområde
Kittelsjöarna ingår i det delavrinningsområde (724297-148463) som SMHI kallar för Utloppet av Kittelsjöarna. Medelhöjden är 869 meter över havet och ytan är 5,21 kvadratkilometer. Det finns inga avrinningsområden uppströms utan avrinningsområdet är högsta punkten. Vattendraget som avvattnar avrinningsområdet har biflödesordning 4, vilket innebär att vattnet flödar genom totalt 4 vattendrag innan det når havet efter 435 kilometer. Avrinningsområdet består mestadels av skog (15 procent) och kalfjäll (82 procent). Avrinningsområdet har 0,14 kvadratkilometer vattenytor vilket ger det en sjöprocent på 2,6 procent.